# Curtiss Motorcycles
Curtiss Motorcycles, ранее Confederate Motors — американский производитель эксклюзивных мотоциклов топ уровня.
Среди прочих производителей мотоциклов, продукция компания выделяется принадлежностью к премиум-классу: дорогие, выпускаемые в ограниченном количестве мотоциклы с оригинальными инженерными решениями и выдающимся дизайном.
Сотрудники компании не распространяют информацию о своих клиентах, но по информации, просочившейся в прессу, среди владельцев такие звезды как: Том Круз, Дэвид Бекхэм, Брэд Питт, Джон Траволта, Николас Кейдж, а также король Иордании Абдулла II.
Актер Том Круз владеет мотоциклом Confederate Hellcat.
Том Круз и Дэвид Бекхэм создали свой элитный байк клуб для владельцев мотоциклов марки Confederate «Midnight Boys»

## История компании
Компания основана в 1991 адвокатом Мэтью Чемберсом (англ. Matthew Chambers). Мэтт продал свой бизнес — юридическую практику и решил заняться производством мотоциклов.

## Избранные модели мотоциклов
- B120 Wraith
- P120 Fighter
- X132 Hellcat